# 楊運長
楊運長（よう うんちょう、生年不詳 - 478年）は、南朝宋の明帝の寵臣。本貫は宣城郡懐安県。

## 経歴
はじめ宣城郡の吏となり、太守の范曄に仕えて抜擢された。弓射を得意として、湘東王劉彧の射師をつとめ、劉彧に信頼された。明帝（劉彧）が即位すると、運長は阮佃夫・王道隆・李道児らとともに政権の中枢に入った。しばらくして員外散騎侍郎の位を受け、南平昌郡太守に任じられた。泰始7年（471年）、東宮に入って皇太子劉昱に近侍した。泰豫元年（472年）、後廃帝（劉昱）が即位すると、運長は阮佃夫とともに通事舎人を兼ね、龍驤将軍の号を加えられ、給事中に転じた。元徽2年（474年）、桂陽王劉休範の乱を平定した功績により、南城県子に封じられた。元徽3年（475年）、安成王劉準の下で車騎中兵参軍となり、後軍将軍の号を受けた。
昇明元年（477年）、順帝（劉準）が即位すると、寧朔将軍・宣城郡太守として出向した。まもなく郡を辞去して、家に帰った。沈攸之の乱が起こると、運長は叛意ありと見なされて、蕭道成の派遣した驃騎司馬の崔文仲に殺害された。

## 伝記資料
- 『宋書』巻94 列伝第54
- 『南史』巻77 列伝第67